# Elizabeth Hattie Alexander
Elizabeth Hattie Alexander est une chercheuse en médecine américaine, née à Baltimore le 5 avril 1901 et morte à New York le 24 juin 1968.
Elle est connue pour avoir développé le premier traitement contre la bactérie Haemophilus influenzae , et pour être parmi les premiers à avoir identifié la résistance aux antibiotiques.
Elle a reçu plusieurs prix et récompenses pour son travail, dont en 1942 le E. Mead Johnson Award (en) décerné par la Society for Pediatric Research, et le Elizabeth Blackwell Award en 1956.